# هواس
هواس هي قرية في إقليم غارون العليا الذي يقع جنوب غرب فرنسا.

## أنظر ايضاً
قرى إقليم غارون العليا